# Reacción de Fenton
La reacción de Fenton (llamada así por su descubridor en 1894, H.J.H. Fenton) es un proceso de oxidación avanzada en el cual se producen radicales altamente reactivos del hidroxilo (OH·). Esto se hace en condiciones de ambiente ácido, con presión y temperatura de ambiente, usando peróxido de hidrógeno (H2O2) que esta catalizado con metales de transición, generalmente hierro. La reacción se aplica para el tratamiento efectivo de aguas residuales. Hay diferentes funcionamientos, entre ellos el Fenton convencional o ‘dark’ Fenton y el Photo-Fenton en cual se aplica una fase con radiación ultravioleta.

## Funcionamiento
Hay cinco fórmulas básicas que explican la Reacción de Fenton. Las dos primeras son las dos fórmulas principales y más importantes. La primera describe cómo se produce un radical hidroxilo y un ion de hidroxilo mientras el hierro se oxida. La segunda fórmula describe la recuperación de hierro usando el mismo peróxido de hidrógeno y produciendo un radical. La  primera reacción es mucho más rápida que la segunda como se puede ver en las constantes de velocidad (k) de la reacción (cuanto más grande la constante, más rápida la reacción) así que la segunda reacción es la que limita la reacción. En las fórmulas 3 a 5 se describe un proceso adicional al de la fórmula 2 en el cual el hierro oxidado está reducido usando radicales orgánicos. 
Hay que añadir que el proceso de Fenton parece ser sencillo pero los científicos todavía no están totalmente seguros de cómo funciona, esto es una explicación común.
1: {\displaystyle {\ce {{Fe^{2}+}+{H2O2}->{Fe^{3}+}+{HO^{.}}+{HO^{-}}}}} {\displaystyle k=76Lmol^{-1}s^{-1}}
2: {\displaystyle {\ce {{Fe^{3}+}+{H2O2}->{Fe^{2}+}+{HO2^{.}}+{HO^{+}}}}} {\displaystyle k=0.01Lmol^{-1}s^{-1}}
3: {\displaystyle {\ce {{RH}+{HO^{.}}->{R^{.}}+{H2O}}}}
4: {\displaystyle {\ce {{R^{.}}+{Fe^{3+}}->{R+}+{Fe^{2+}}}}}
5: {\displaystyle {\ce {{R+}+{HO^{-}}->{R}-{OH}}}}
La reacción de Fenton funciona mejor a un pH menor de 3 porque a este nivel el hierro funciona mejor como catalítico y a niveles superiores el hierro empieza a precipitar como Fe(OH)3.
El radical de hidroxilo tiene una alta capacidad oxidativa (2.80 V) y puede romper fácilmente enlaces de moléculas. Esta capacidad oxidativa es más elevada que la de muchos otros oxidantes como cloro, oxígeno o peróxido de hidrógeno y le facilita a degradar muchos compuestos orgánicos e inorgánicos. La degradación puede llegar hasta que los materiales orgánicos sean organicismos.

## Reactor
Para el tratamiento de aguas residuales con el proceso de Fenton no hace falta una determinada presión ni una temperatura elevada, se hace a condiciones de ambiente. En la imagen 1 se puede ver cómo funciona el tratamiento de aguas residuales aplicando el proceso de Fenton. En pasos seguidos se llenan diferentes Reactores Batch. El primer reactor se llena con el agua que hay que tratar, peróxido de hidrógeno (la estequiométrica molar entre H2O2 y el substrato debe oscilar entre 2 y 10), sulfato ferroso y un agente para controlar el pH (menor de 3). 
Después de la reacción esta agua se va al segundo tanque donde se hace la neutralización del pH con un agente alcalino y después va al tercer reactor donde se hace la floculación. Como último paso el agua se filtra y sale del sistema más limpio.

## Ventajas e inconvenientes
El proceso de Fenton tiene muchas ventajas: el hierro no es tóxico y es muy barato, el H2O2 es fácil de manejar y no se forman compuestos clorados como en otros proceso de oxidación avanzada y el diseño de los Reactores Batch es muy sencilla. Además el proceso ha resultado efectivo para degradar muchos diferentes materiales como por ejemplo compuestos aromáticos, PCBs , fenoles. PCP, formaldehído y diferentes compuestos clorados.
En contraposición, el proceso de Fenton requiere la adición continua y estequiométrica de Fe(II) y H2O2 lo cual tiene un coste elevado.

### Proceso Electro-Fenton
El proceso Electro-Fenton es un método electroquímico que consiste en la generación de H2O2 en el seno de la reacción y la regeneración de Fe(II) a partir de Fe(III). Se pueden utilizar diferentes electrodos siendo los de grafito, hierro y acero los más económicos, lo que lo hace un método de bajo costo. Este método se ha aplicado al tratamiento de residuos de: colorantes, compuestos orgánicos, herbicidas, pesticidas, surfactantes y fármacos.

#### Reacciones Involucradas
En este proceso se genera H2O2 "in situ" a través de la siguiente reacción:
O2  +  H3O+  +  2e-  =  H2O2  +  H2O
Y se regenera el Fe2+ a través de la reacción:
H2O2  +  Fe3+  =  HO.2  +  Fe2+  +  H+